# Francesc Padullés Esteban
Francesc Padullés Esteban (Solsona, 5 de desembre de 1946) és un sindicalista i polític català.Nascut a Solsona i establert de ben petit a Manresa.

## Trajectòria
El 1962 es traslladà amb la seva família a Manresa, on treballà com a torner industrial, i el 1967 es va incorporar al PSUC i posteriorment a Comissions Obreres. El 1970 fou detingut per la policia durant la vaga de la fàbrica La Nova, que el va tancar durant set dies i li imposà una multa de 50.000 pts. L'octubre de 1975 es va ordenar novament la seva detenció.
Des del 1976 fou un dels principals dirigents del PSUC al Bages i fou candidat a les eleccions generals espanyoles de 1977. El 1977 fou nomenat membre del Comitè Central del PSUC i a les eleccions municipals espanyoles de 1979 fou escollit regidor de l'ajuntament de Manresa. També fou elegit diputat a les eleccions al Parlament de Catalunya de 1980. De 1982 a 1984 fou president de la Comissió d'investigació sobre les causes i els efectes de les darreres inundacions produïdes a Catalunya. El 1981 fou nomenat novament membre del comitè central del PSUC.
Membre del sector eurocomunista, va romandre fidel al partit quan es va escindir el sector prosoviètic i tornà a ser diputat al Parlament de Catalunya de 1987 a 1988 en substitució d'Antoni Gutiérrez Díaz. El 1989 va abandonar la militància política activa. És llicenciat en dret.